# Eldar Rønning
Eldar Rønning, född 11 juni 1982, är en norsk före detta längdskidåkare. Rønning är en klassisk specialist och placerar sig i princip aldrig högt upp på skatetävlingar. Han slog igenom som sprintåkare och tog sin första världscupseger den 13 februari 2005 i Reit im Winkl.
Den 22 januari 2011 vann Rønning det individuella loppet i klassisk stil på 15 km i Otepää.

## Meriter
- Brons i sprint vid VM 2007 i Sapporo.
- Guld i stafett vid VM 2007 i Sapporo.
- Guld i stafett vid VM 2009 i Liberec
- Guld i stafett vid VM 2011 i Holmenkollen
- Silver i 15 km klassiskt vid VM 2011 i Holmenkollen

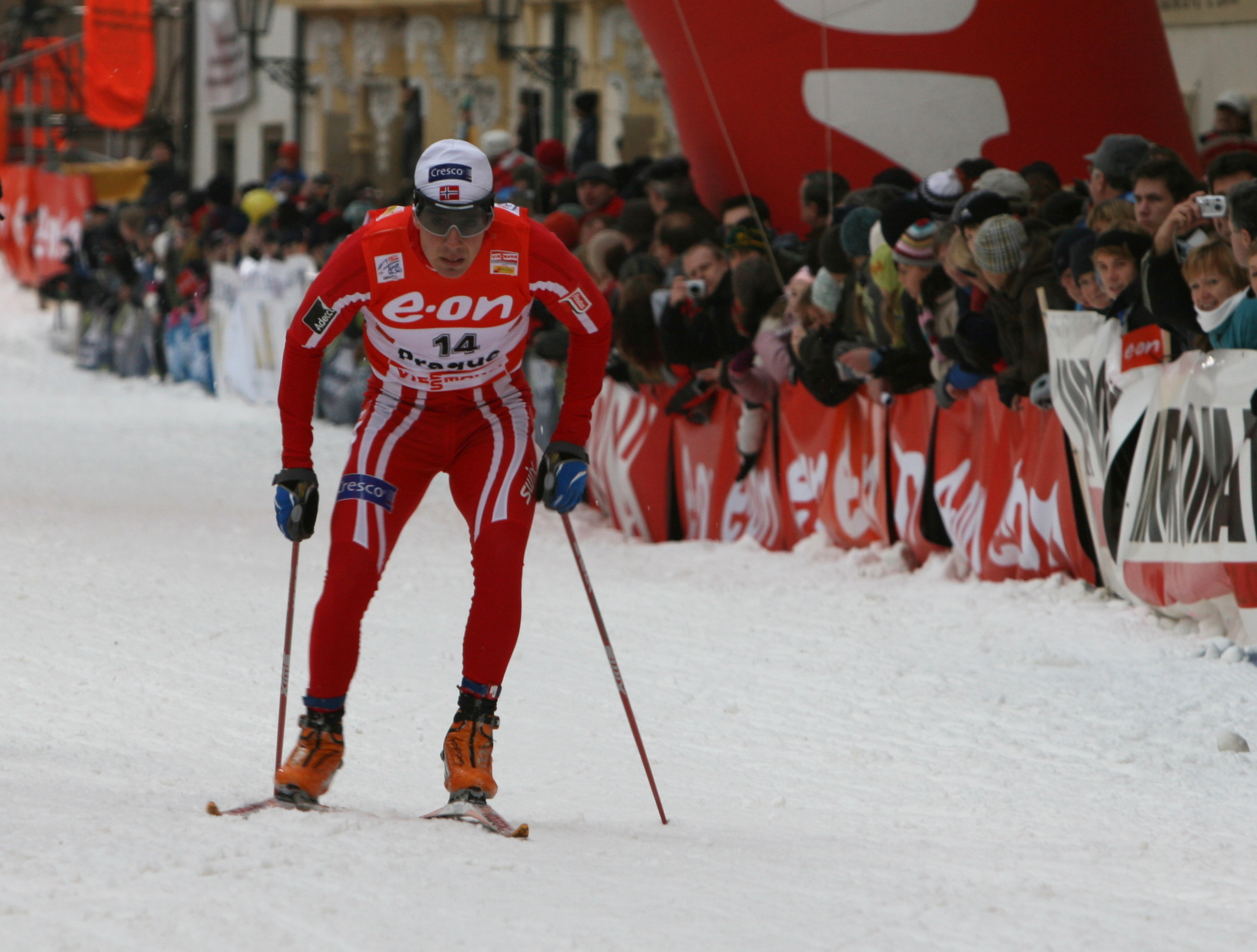
Tour de Ski, Praha 2007